# Ташлик (Голованівський район)
Ташлик — село в Заваллівській громаді Голованівського району Кіровоградської області України. Населення становить 111 осіб.

## Населення
Згідно з переписом УРСР 1989 року чисельність наявного населення села становила 120 осіб, з яких 41 чоловік та 79 жінок.
За переписом населення України 2001 року в селі мешкали 103 особи.

### Мова
Розподіл населення за рідною мовою за даними перепису 2001 року:
| Мова       | Відсоток |
| ---------- | -------- |
| українська | 90,09 %  |
| російська  | 8,11 %   |
| молдовська | 1,80 %   |